# Claude Delmas
Pour les articles homonymes, voir Delmas.
 (août 2011).
Si vous disposez d'ouvrages ou d'articles de référence ou si vous connaissez des sites web de qualité traitant du thème abordé ici, merci de compléter l'article en donnant les références utiles à sa vérifiabilité et en les liant à la section « Notes et références ».
Claude Delmas est un écrivain catalan de langue française né le 20 mai 1932 à Rivesaltes (Pyrénées-Orientales) et mort le 20 septembre 2016. Il a aussi publié sous le pseudonyme de Dieudonné Jourda.

## Biographie
Docteur en droit, Claude Delmas a été directeur général d'Air France en Espagne.
Il a écrit une douzaine de romans qui ont été publiés chez Julliard, Flammarion, P.O.L, aux Éditions Trabucaire et Mare Nostrum.
Il était aussi à l'origine, avec Claude Vauchez, d'un collectif pour sauver les vestiges du camp de Rivesaltes, qui devaient initialement être rasés.
Il résidait à Vingrau, dans les Pyrénées-Orientales.

## Œuvre

### Romans
- Le bain maure, éditions Julliard, 1964.
- Le pont du chemin de fer est un chant triste dans l'air, éditions Flammarion, 1965.
- Les extrêmes climats, Flammarion, 1967.
- Célébration de l'épingle à nourrice, éditions Robert Morel, 1969.
- Le Schooner, Flammarion, 1970.
- Le jeune homme immobile, Flammarion, 1972.
- Grande neige, grand soleil, Flammarion, 1975.
- Yamilée (théâtre), Flammarion,1978.
- Des reines sont mortes belles et jeunes, Flammarion, 1978.
- Chronique des guerres occitanes, éditions POL, 1983.
- La lune est l'assassin, Flammarion, 1995.
- Madrid et ses Castilles (essai), éditions Mare Nostrum, 1997.
- Les Catalans sont des patots (avec des collages de Claude Massé), éditions Trabucaire, 1999.
- L'emmurée de Tolède, éditions Balzac, 2001.
- Histoire de Billy et la mienne, Perpignan, éditions Trabucaire, 2001 (originellement paru sous le pseudonyme de Dieudonné Jourda, Hachette/POL, 1980).
- La vie va vite en août, Mare Nostrum, 2005.
- L'Absolue Sécheresse du cœur, Perpignan, éditions Trabucaire, 2005  — Prix Méditerranée Roussillon 2006.
- Toromania (avec des collages de Claude Massé), Perpignan, Trabucaire, 2008.
- Pères pales inviolés (poésie), Voix éditions, 2012.
- A jamais ton nom sur ma langue, Trabucaire, 2014.
- Disparition du département des Pyrénées Orientales, éditions Libre d'Arts, Prix O. Coste des Vendanges Littéraires 2016.